# Ana Maria Magalhães
Ana Maria Portinho Magalhães (Rio de Janeiro, 21 de janeiro de 1950) é uma atriz, diretora de cinema, produtora de cinema e roteirista brasileira. Foi casada com o cineasta Nelson Pereira dos Santos com quem teve um filho e com o cineasta Gustavo Dahl com quem teve dois filhos.

## Biografia
Estudou teatro no Conservatório Nacional de Teatro.
Nos dois anos seguintes trabalhou em vários filmes, entre eles Todas as mulheres do mundo (1966), de Domingos de Oliveira, e Garota de Ipanema (1967), de Leon Hirszman, e participou de laboratórios e cursos livres de teatro.
Em 1967 estreou como atriz de teatro profissionalmente no Grupo Oficina, um dos mais importantes e revolucionários grupos teatrais do país.
No mesmo ano, aos dezessete anos, protagonizou o filme O diabo mora no sangue (1967), de Cecil Thiré. Depois vieram muitos outros, como Azyllo muito louco (1969) e Como era gostoso o meu francês (1971); ambos de Nelson Pereira dos Santos; Quando o carnaval chegar (1972), de Carlos Diegues; Uirá - Um índio à procura de Deus (1972), de Gustavo Dahl; Paranoia (1975), de Antonio Calmon; Lúcio Flávio, o passageiro da agonia (1977), de Hector Babenco; Os sete gatinhos (1977), de Neville D'Almeida. Uma de suas atuações mais marcantes foi contracenando com Tarcísio Meira em A Idade da Terra (1980), de Glauber Rocha.
Nos anos 2000, trabalhou no filme O Estranho Caso de Angélica (2010), do aclamado diretor português Manoel de Oliveira, selecionado para a mostra Un Certain Regard no Festival de Cannes de 2010.  
Atuou também em novelas de TV como Gabriela (1975), e Saramandaia (1976) da Rede Globo. 
Uma das mais atuantes atrizes do cinema brasileiro na década de 70, tornou-se diretora de curtas e longas-metragens nos anos 80.
Como diretora, seu primeiro filme foi Mulheres no Cinema (1977), documentário m 16mm sobre as mulheres cineastas do Brasil. No início dos anos 80, dirigiu o documentário sobre Leila Diniz Já que ninguém me tira para dançar (1982) que se tornou o primeiro vídeo com produção independente a ser exibido pela televisão brasileira.
Dirigiu ainda curtas, como Assaltaram a gramática (1984); Spray Jet (1985); O mergulhador (1985), O bebê (1986) e o média-metragem Mangueira do amanhã (1992).
Sua estreia como diretora no longa-metragem aconteceu com o episódio Final Call, para a produção internacional Erotique (1994).
Em 2002 lançou o longa-metragem Lara, sobre a atriz Odete Lara.
Em 2009 dirigiu Reidy, a construção da utopia, premiado no Int’l Rio de Janeiro Film Festival como Melhor Documentário de Longa-Metragem e em Portugal no Cine Eco Seia - Prêmio Pólis, em 2010.
Dirigiu a série em cinco episódios O Brasil de Darcy Ribeiro (2014) que recebeu o prêmio de Melhor Série Documental pela TAL TV - Televisión de America Latina em 2014.

## Filmografia
Na Televisão
| Ano  | Título           | Personagem       |
| ---- | ---------------- | ---------------- |
| 1993 | Renascer         | Marianinha       |
| 1989 | Top Model        | Mercedes         |
| 1983 | Guerra dos Sexos | Sabrina          |
| 1982 | Elas por Elas    | Analice          |
| 1981 | Rosa Baiana      | Natália Lua Nova |
| 1976 | Saramandaia      | Dalva Rosado     |
| 1975 | Gabriela         | Glória Ribeiro   |
| 1972 | O Bofe           | Vilma            |

### No cinema
Como atriz
| Ano  | Título                                | Personagem        |
| ---- | ------------------------------------- | ----------------- |
| 2015 | Cordilheiras, a Fúria do Fogo Bárbaro | Ela mesma         |
| 2010 | O Estranho Caso de Angélica           | Clementina        |
| 1992 | Oswaldianas                           | Líder Sindical    |
| 1990 | Real Desejo                           | Gilda de Oliveira |
| 1988 | Brasília - A Última Utopia            | Tia Neiva         |
| 1984 | Tensão no Rio                         | Sandra            |
| 1983 | Os Trapalhões na Serra Pelada         | Anaí              |
| 1981 | A Idade da Terra                      | Aurora Madalena   |
| 1980 | Os Sete Gatinhos                      | Aurora            |
| 1977 | Anchieta, José do Brasil              | Mãe de Marabá     |
| 1977 | Lúcio Flávio, o Passageiro da Agonia  | Janice            |
| 1976 | Paranóia                              | Lurdes            |
| 1975 | Amantes, Amanhã Se Houver Sol         | Simone            |
| 1975 | As Deliciosas Traições do Amor        | Palmira           |
| 1973 | Sagarana, o Duelo                     | —                 |
| 1973 | Joanna Francesa                       | Amiga do Bordel   |
| 1972 | Um índio à Procura de Deus            | Katai             |
| 1972 | Quando o Carnaval Chegar              | Virgínia          |
| 1972 | Como Era Gostoso o Meu Francês        | Seboipep          |
| 1972 | Os Devassos                           | Hippie            |
| 1972 | Minha Namorada                        | —                 |
| 1971 | O Doce Esporte do Sexo                | Nairzinha         |
| 1971 | Mãos Vazias                           | Ana               |
| 1971 | Azyllo Muito Louco                    | Prima do Costa    |
| 1968 | O Diabo Mora No Sangue                | Maria             |
| 1967 | Garota de Ipanema                     | Amiga             |
| 1967 | Todas as Mulheres do Mundo            | Garota            |

Como diretora
- Mangueira em Dois Tempos - 2021
- O Brasil de Darcy Ribeiro - 2014
- Reidy, a construção da utopia - (2009)
- Lembranças do futuro - (2005)
- Lara - (2002)
- Erotique (episódio "Final Call") - (1994)
- Mangueira do Amanhã - (1992)
- O Bebê - (1987)
- O mergulhador - (1985)
- Spray Jet - (1985)
- Assaltaram a Gramática - (1984)
- Já Que Ninguém Me Tira pra Dançar - (1982)
- Mulheres de Cinema (média-metragem) - (1977)

## Premiações
- Prêmio de atriz revelação da Associação Paulista dos Críticos de Arte (1972).
- Em 1975, arrebatou o Kikito de melhor atriz por sua atuação em Uirá, um Índio em Busca de Deus, de Gustavo Dahl.)
- Prêmio Especial do Júri do Festival de Cinema de Gramado (1980).
- Na Jornada de Curta Metragem de Salvador como melhor filme experimental com Assaltaram a gramática (1984).
- Melhor direção no I Festival Nacional de Caxambu (1984) com Assaltaram a gramática.
- Melhor direção no II Festival Nacional de Caxambu (1985) com Spray Jet.
- Prêmio do Conselho Nacional dos Direitos da Mulher (1987) com o vídeo Já Que Ninguém Me Tira pra Dançar.
- Prêmio especial do júri do Festival de Cinema de Brasília com O bebê (1987).
- Menção Honrosa (Margarida de Prata) pela Conferência Nacional dos Bispos do Brasil (CNBB) por Mangueira do Amanhã.
- 5° Prêmio Vídeo Memória do Rio pela Secretaria de Cultura do Rio de Janeiro por Mangueira do Amanhã.
- Melhor Música, Melhor Som e Melhor Direção de Arte no Festival de Varginha (2003) com Lara.
- Prêmio Urbanidade pelo Instituto dos Arquitetos do Brasil (2005) por Lembranças do Futuro.
- Melhor Documentário de Longa-Metragem do Int’l Rio de Janeiro Film Festival (2009) por Reidy, a construção da utopia.
- Prêmio Pólis do Cine Eco Seia, Portugal (2010), com Reidy, a construção da utopia.
- Melhor Série Documental pela TAL TV - Televisión de America Latina (2014) com O Brasil de Darcy Ribeiro.